# Achille D'Angelo
Achille D'Angelo, conosciuto come il Mago di Napoli (Napoli, 1907 – Napoli, 1971), è stato un esoterista, sensitivo e astrologo italiano.

## Biografia
Già da giovane dichiarò il possesso di presunte facoltà come quella di guaritore, affermando di riuscire a curare con l'imposizione delle mani diverse persone affette da varie patologie, sino a quando alcuni giornali iniziarono ad interessarsi a lui.
Nel 1948, Emilio Servadio (Premio speciale della Presidenza del Consiglio per la cultura, per la medicina e per la psicologia) dopo attento esame, ne accertò le facoltà di psicocinesi e le doti paranormali. 
È citato tra le comparse del film del 1949 Botta e Risposta di Mario Soldati. 
È citato nel film Totò contro i quattro del 1963 quando Totò e Nino Taranto sono nel bagno della questura.
Morì a Napoli nel 1971.